# Расінг Мехелен
Расінг Мехелен (нід. Koninklijke Racing Club Mechelen) — бельгійський футбольний клуб із Мехелена, провінція Антверпен. Він є давнім суперником більш титулованого клубу «Мехелен». Найкращим результатом «Расінга» є 2-ге місце в першому дивізіоні Бельгії у сезоні 1951/1952. Клуб також дійшов до фіналу Кубка Бельгії в 1954 році.

## Історія
Заснований у липні 1904 році як «Расінг» (Racing Club de Malines)і зареєстрований в Федерації два роки потому, 22 червня 1906 року, отримавши номер 24. Назва клубу змінювалася тричі: перший раз були додані слова Société Royale (1929), а потім назву було переведено на голландську мову і він став називатись Koninklijke Racing Club Mechelen (1937).
«Расінг Мехелен» уперше зіграв у вищому дивізіоні у сезоні 1910/1911, зайнявши 8-ме місце з 12 команд. У наступному сезоні команда стала 11-ю і лише на одне очко обійшла «Беєрсхот», що понизився у класі. Надалі клуб неодноразово понижувався у класі, втім кожного разу швидко повертався. У 1929 і 1930 роках клуб двічі поспіль займав 3-тє місце у вищому дивізіоні Бельгії. Через двадцять років, у 1950 і 1951, роках клуб повторив це досягнення, а в 1952 році здобув свого найбільшого результату, ставши віцечемпіоном Бельгії. У 1954 році вона «Расінг Мехелен» вийшов у фінал Кубка Бельгії, де поступився льєзькому «Стандарду» (1:3). Згодом клуб вилетів у другий дивізіон і надалі рідко грав на найвищому рівні. З 2015 року почалося різке падіння клубу, у результаті якого сезон 2017/2018 років клуб розпочав у Провінційній лізі Бельгії, вперше з 1906 року.

## Стадіон

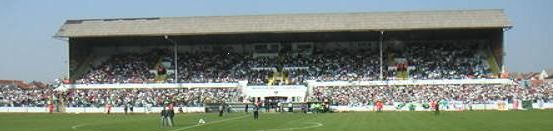
Північна трибуна стадіону

Стадіон Оскара Ван Кесбека (Oscar Vankesbeeckstadion) — футбольний стадіон у Мехелені, розташований на північ від центру міста, на березі річки Дейле. Він був побудований в 1923 році і названий на честь колишнього президента клубу: Оскара Ван Кесбека (1886—1943), який був фламандським ліберальним політиком. Нинішня місткість стадіону складає 6,123 особи. Арена розташована всього в милі від «Ахтер де Казерн», що є домашнім стадіоном для їх головних суперників, клубу «Мехелен».

## Досягнення
- Бельгійський Перший дивізіон:
  - 2-ге місце (1): 1951/1952
  - 3-тє місце (4): 1928/1929, 1929/1930, 1949/1950, 1950/1951
- Бельгійський Другий дивізіон:
  - Переможці (4): 1909/1910, 1947/1948, 1974/1975, 1987/1988
  - 2-ге місце (5): 1913/1914, 1924/1925, 1938/1939, 1945/1946, 1984/1985
- Бельгійський Третій дивізіон:
  - Переможці (4): 1961/1962, 1965/1966, 1968/1969, 2013/1914
- Бельгійський Кубок:
  - Фіналіст (1): 1953/1954